# Diamonds Unlocked
Diamonds Unlocked es el duodécimo álbum de estudio de la agrupación alemana de heavy metal Axel Rudi Pell, publicado en 2007 por Steamhammer Records y producido por Axel Rudi Pell y Charlie Bauerfeind. El disco es una recopilación de versiones de canciones de bandas y artistas como Riot, U2, Chris Rea, Kiss, Michael Bolton, Free, Montrose, Phil Collins, The Mission y The Who.

## Lista de canciones
1. "The Diamond Overture" (Axel Rudi Pell)
2. "Warrior" (Riot)
3. "Beautiful Day" (U2)
4. "Stone" (Chris Rea)
5. "Love Gun" (Kiss)
6. "Fools Game" (Michael Bolton)
7. "Heartbreaker" (Free)
8. "Rock the Nation" (Montrose)
9. "In the Air Tonight" (Phil Collins)
10. "Like a Child Again" (The Mission)
11. "Won't Get Fooled Again" (The Who)

## Créditos
- Johnny Gioeli - voz
- Axel Rudi Pell - guitarra
- Volker Krawczak - bajo
- Mike Terrana - batería
- Ferdy Doernberg - teclados